# تنظيم مالي
التنظيم المالي التنظيم المالي

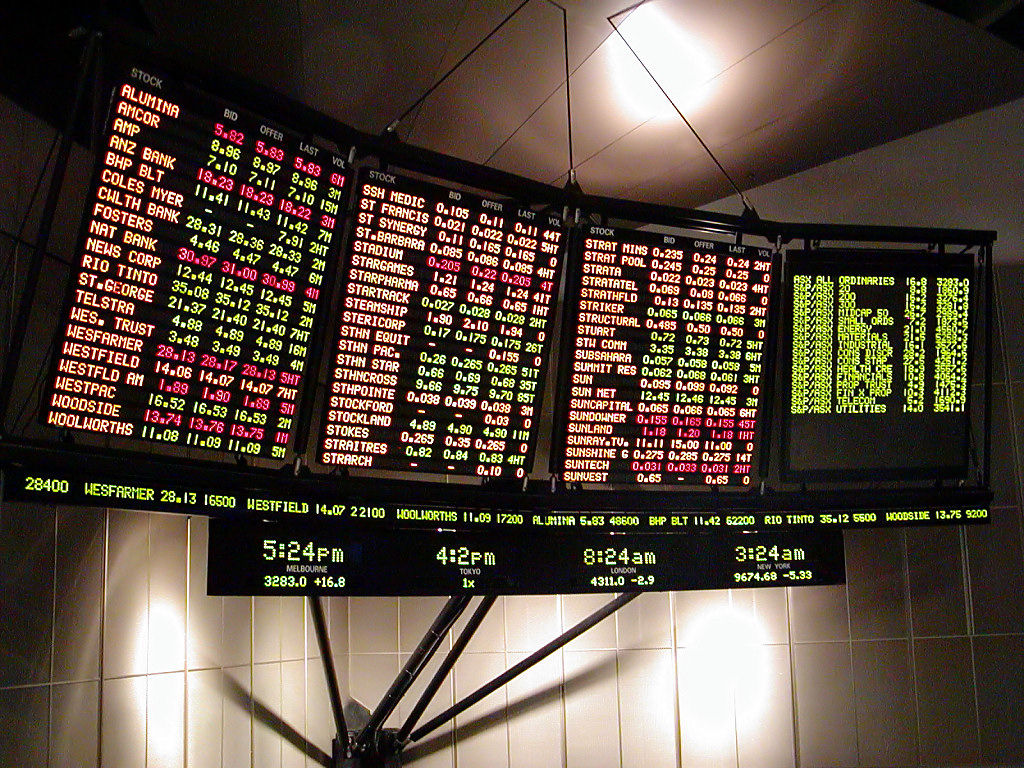

ان السلطات القضائية التنظيمية المالية تنظم جميع الانشطة المالية في اغلب الاوقات الا في بعض الحالات تكون هنالك سلطات معينة تقوم بتنظيم كل قطاع من قطاعات التمويل وبصورة اساسية ومنها البنوك والاوراق المالية والتأمين والرواتب، ايضاً في بعض الحالات تنظم السلع والعقود الآجلة، الخ
و مثال على ذلك أستراليا تشرف هيئة التنظيم (APRA) على البنوك وشركات التأمين، كما ان الهيئة الأسترالية للأوراق المالية والاستثمار (ASIC) هي المسؤولة عن تنفيذ قوانين الشركات والخدمات المالية.
و في بعض الاحيان أكثر من مؤسسة تشرف وتنظم الاسواق المصرفية وبالإضافة إلى السلطات التنظيمية تقوم بتنظيم السوق المصرفية؛ مثلاً الولايات المتحدة الأمريكية ينظم لديها القطاع المصرفي الكثير من الهيئات التنظيمية مثل نظام الاحتياطي الفيدرالي والمؤسسة الفيدرالية للتأمين على الودائع ومكتب المراقب المالي للعملة وإدارة الاتحاد الائتماني الوطني ومكتب الاشراف وايضاً المنظمين على مستوى الولاية.
في الاتحاد الأوروبي، يتألف النظام الأوروبي للرقابة المالية من السلطات المصرفية الأوروبية (EBA)، وهيئة الاوراق المالية والاسواق الأوروبية (ESMA) هيئة والتأمينات والرواتب التقاعدية الأوروبية (EIOPA) وايضاً مجلس المخاطر النظامية الأوروبية. تقوم بعض البلدان بتشكيل آليك إشرافية واحدة في اطار البنك المركزي الأوروبي كمقدمة للوحدة المصرفية.
أصبح على المستوى الدولي العديد من جمعيات السلطات التنظيمية المالية. هنالك المنظمة الدولية لهيئات الاوراق المالية (IOSCO) والرابطة الدولية لمشرفي التأمين، ولجنة مختصة للرقابة المصرفية، ومجلس الاستقرار المالي، من خلال الاجتمال تضع السلطات الوطنية المعايير. خلال العقدين الماضيين تم تغيير هيكل التنظيم المالي بشكل ملحوظ؛ أصبحت الحدود القانونية والجغرافية بين الاسواق في البنوك والاوراق المالية والتأمين بشكل متزايد وعالمية